# Sarmin
Sarmin (tiếng Ả Rập: سرمين cũng đánh vần là Sarmeen) là một thị trấn ở phía tây bắc Syria, một phần hành chính của Tỉnh Idlib, nằm cách Idlib 15 km về phía đông nam. Nó có độ cao khoảng 390 mét. Các địa phương lân cận bao gồm Binnish ở phía bắc, Talhiyah ở phía đông bắc, Iffis ở phía đông, Saraqib ở phía đông nam, al-Nayrab ở phía nam và Qmenas ở phía tây nam. Căn cứ không quân quân sự Taftanaz nằm cách đó 9 kilômét (5,6 mi) về phía đông bắc.
Theo Cục Thống kê Trung ương Syria (CBS), Sarmin có dân số 14,530 trong cuộc điều tra dân số năm 2004. Đây là địa phương duy nhất trong Sarmin nahiyah ("phó huyện"). Cư dân của nó chủ yếu là người Hồi giáo Sunni.

## Lịch sử

### Thời trung cổ
Sarmin là nơi diễn ra cuộc đối đầu quân sự lớn giữa Thập tự quân và Thổ Nhĩ Kỳ Seljuk. Vào thế kỷ 13, thị trấn đã được tổ chức, mặc dù nhỏ và cư dân là Ismailis, theo Yaqut al-Hamawi. Nhà cai trị Ayyubid của Hama và học giả Abu'l-Fida đã mô tả Sarmin là một thị trấn có nhiều đất đai và phụ thuộc, với đất đai rất màu mỡ. Thị trấn đã có một nhà thờ Hồi giáo Thứ Sáu và thiếu các bức tường. Năm 1355, Sarmin được viếng thăm bởi Ibn Batutah, người đã viết về sự phong phú của cây, chủ yếu là ô liu, mọc ở đó. Làm xà phòng được thực hiện rộng rãi, và "xà phòng gạch" của họ đã được xuất khẩu sang Damascus và Cairo. Ngoài ra, một loại xà phòng thơm, có màu đỏ vàng, đã được sản xuất. Sản phẩm bông cũng được thực hiện. Ông cũng đã tham khảo một nhà thờ Hồi giáo "tốt" với chín mái vòm.

### Nội chiến Syria
Sarmin bị pháo kích trong Cách mạng Syria, và một trong những nhà thờ Hồi giáo của nó đã bị hư hại nghiêm trọng. Vào ngày 12 tháng 8 năm 2017, những người không xác định đã giết chết bảy Mũ bảo hiểm trắng trong một cuộc đột kích vào văn phòng của họ ở đây.